# Cultura Ilama (Colombia)

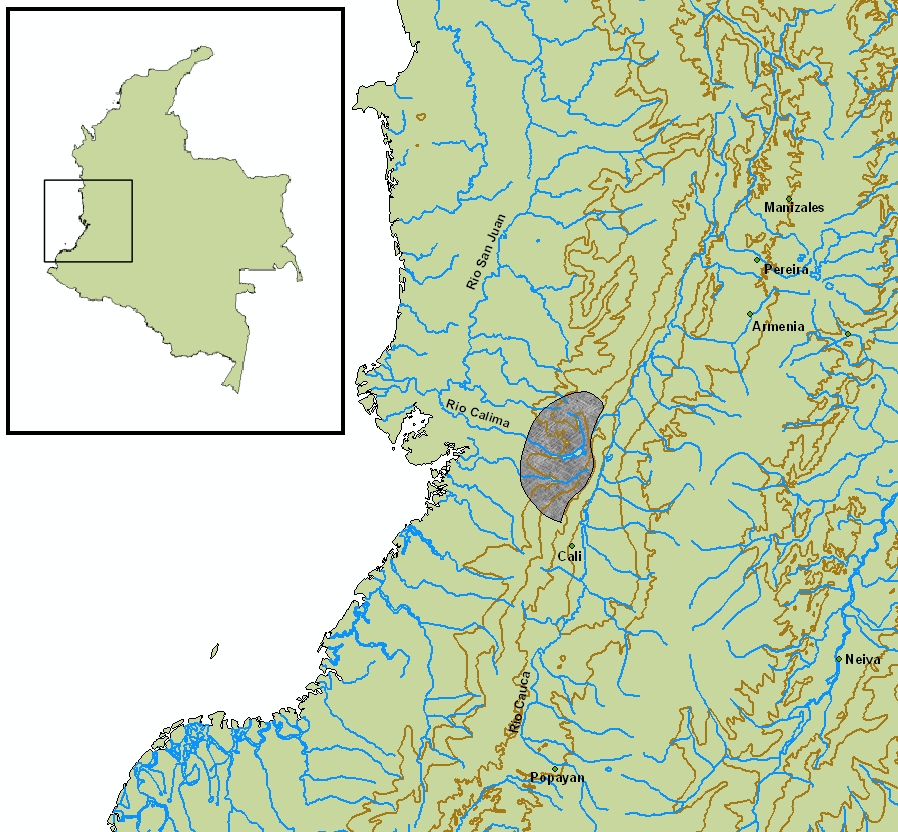
Ubicación geográfica Cultura Ilama.

Los Ilama, fueron una antigua cultura que habitó lo que hoy es el departamento del Valle del Cauca, en las regiones de los valles del Calima (municipio de Darién), El Dorado (municipio de Restrepo), y la llanura aluvial pacífica.
La cultura Ilama se extendió hasta el norte alcanzando la actual población de Belén de Umbría y hacia el sur se han encontrado rastros en los actuales municipios de La Cumbre y Pavas, hacia el oriente se sabe que no alcanzaron a habitar las costas del río Cauca. Datos arqueológicos indican que la cultura Ilama existió entre los años 1.500-0 a. C. y se cree que evolucionó hacia la cultura Yotoco que habitó la misma región entre el siglo I d. C. y XII d. C.

## Orígenes
Hacia el año 1500 a. C. en la parte alta del río Calima aparece la comunidad étnica que dio origen a la cultura Ilama. Los yacimientos arqueológicos que hoy en día se conocen como Ilamas eran inicialmente denominados Calima Temprano.
Debido a la acidez del suelo en la región Calima, es muy difícil encontrar restos óseos de los habitantes primitivos y los arqueólogos deben de basar sus teorías en los objetos cerámicos encontrados en los yacimientos de El Topacio y El Pital. De estas excavaciones es posible saber que los Ilamas construían sus viviendas en la cima de colinas cercanas a los valles y las fuentes de agua. A partir de alcarrazas recuperadas a huaqueros por el museo del Oro de Bogotá, se puede teorizar que los asentamientos Ilamas eran de tipo aldeano y relativamente concentrados.

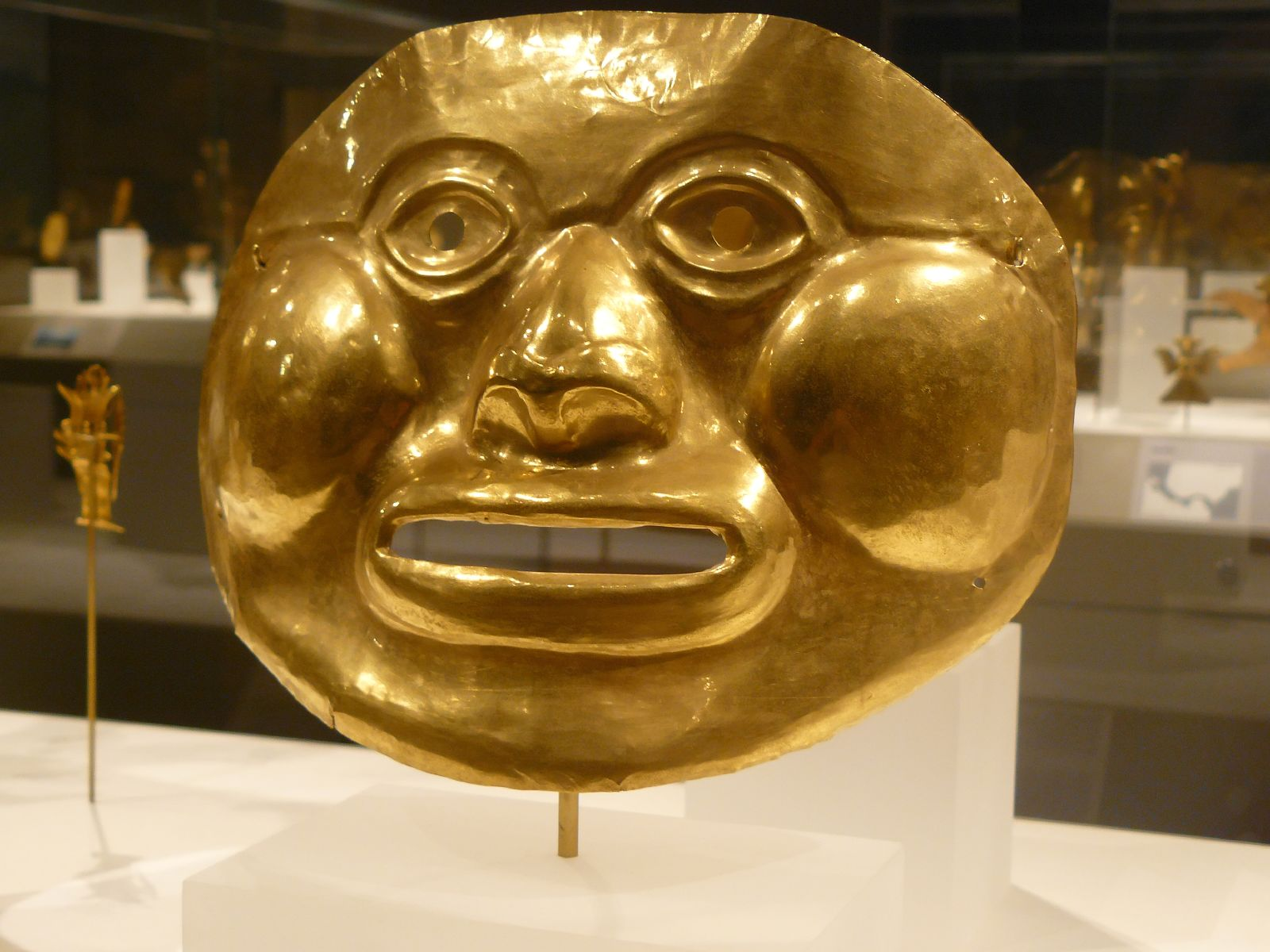
Máscara Funeraria Ilama, técnica oro martillado. Museo Metropolitano de Arte, New York.

## Aspectos económicos

Motivo y Composición Geométrica Ilama.

Motivo y Composición Geométrica Ilama.

La base económica de la cultura Ilama fue la agricultura en primer orden y la pesca y caza como segunda forma de sustento, pero no menos importante. Los cultivos más comunes fueron los de maíz, yuca, frijol, y algunas variedades de legumbres. Practicaban la llamada agricultura migratoria, es decir, que cultivaban lo que la tierra donde habitaban les permitía, pues agotaban los recursos por completo, y luego abandonaban su residencia.
La alfarería fue otra actividad importante en el diario vivir Ilama. Las formas de la cerámicas incluyen vasijas con formas antropomórficas y zoomórficas. Aunque no es muy común en las piezas cerámicas encontradas, los Ilamas utilizaban tres técnicas de decoración: incisión, aplicación, y pintura. La pintura era de origen vegetal de color rojo y negro y se usaba para representar motivos geométricos.
En cuanto a la metalurgia, los Ilamas conocían las técnicas básicas de fundición, martillado y grabado en relieve. Utilizaban oro, cobre, y aleaciones de estos dos. Elaboraban objetos rituales como narigueras, collares, pectorales, y máscaras.

## Estructura social
La existencia de una agricultura, alfarería y metalurgia desarrolladas, hablan de un cuerpo social agricultor y artesano, con una élite de caciques, chamanes y guerreros.